# Meade Alcorn
Hugh Meade Alcorn Jr. (* 20. Oktober 1907 in Suffield, Hartford County, Connecticut; † 13. Januar 1992 ebenda) war ein US-amerikanischer Politiker und von 1957 bis 1959 Vorsitzender des Republican National Committee, der Parteiorganisation der Republikaner.

## Anwalt und Staatspolitiker
Alcorn schlug zunächst eine juristische Laufbahn ein. Nachdem er am Dartmouth College und in Yale graduiert hatte, arbeitete er in der Kanzlei Tyler, Cooper & Alcorn, die sein Vater mitbegründet hatte. Hugh Mead Alcorn war Staatsanwalt im Hartford County und bewarb sich 1934 erfolglos um den Posten des Gouverneurs von Connecticut. Meade Alcorn wurde 1935 stellvertretender Staatsanwalt und folgte seinem Vater 1942 im Amt nach, als dieser sich zur Ruhe setzte.
Zuvor hatte er seit 1937 dem Repräsentantenhaus von Connecticut angehört und seit 1941 als dessen Speaker fungiert. Im Parlament war er einer der führenden Köpfe der Republikaner; sein Gegenspieler auf demokratischer Seite war John Moran Bailey, der in den 1960er-Jahren Vorsitzender des Democratic National Committee wurde. 1948 strebte Alcorn das Amt des Vizegouverneurs von Connecticut an, unterlag aber in den Vorwahlen seiner Partei James C. Shannon, der dann nach dem Tod von Gouverneur James McConaughy dessen Aufgaben übernahm. Als Shannon sich dann 1949 um eine eigene Amtszeit als Gouverneur bewarb, wurde Alcorn sein Running mate; sie unterlagen jedoch den Demokraten Chester Bowles und William T. Carroll.

## Parteipolitisches Engagement
In der Folge konzentrierte sich Alcorn mehr auf seine innerparteilichen Aktivitäten und strebte kein Wahlamt mehr an. 1953 rückte er in das Republican National Committee auf, dessen Vorsitz er dann schließlich 1957 als Nachfolger von Leonard W. Hall übernahm. Als er am 1. April 1959 nach 26-monatiger Amtszeit zurücktrat, würdigte US-Präsident Dwight D. Eisenhower ihn in einem Brief als „herausragenden Sprecher unserer Partei“. Alcorn gehörte danach zum Wahlkampfteam von Vizepräsident Richard Nixon, der aber knapp am Demokraten John F. Kennedy scheiterte.
In den folgenden Jahren blieb Alcorn in den Reihen der Republikanern ein gefragter Ansprechpartner für politische Strategien. Vor der Präsidentschaftswahl 1968 war er Berater von Nelson Rockefeller, der als Repräsentant der liberalen Republikaner in den Vorwahlen Richard Nixon unterlag. Als im Vorfeld der Präsidentschaftswahl 1980 mit Ronald Reagan, George Bush und John Connally drei Republikaner um seine Dienste baten, lehnte Alcorn alle Anfragen ab. Er blieb im Ruhestand und starb 1992 an den Folgen eines Herzinfarkts. Meade Alcorn war zweimal verheiratet und Vater einer Tochter. Sein Bruder Howard war ebenfalls Staatspolitiker in Connecticut und ein hochrangiger Richter am dortigen Supreme Court. Beide waren Urgroßneffen von James L. Alcorn, dem früheren Gouverneur des Staates Mississippi.